# والتر إي. جونستون الثالث
والتر إي. جونستون الثالث هو محامي وسياسي أمريكي، ولد في 3 مارس 1936 في وينستون-سالم في الولايات المتحدة، وتوفي في 28 مارس 2018 في سانت بيترسبرغ في الولايات المتحدة. نشط حزبياً في الحزب الجمهوري. وقد انتخب عضو مجلس النواب الأمريكي عن دائرة North Carolina's 6th congressional district ‏ وقد انضم خلال فترته النيابية (3 يناير 1981 – 3 يناير 1983) للكتلة البرلمانية الحزب الجمهوري وانتخب عضو مجلس النواب الأمريكي.